# Grupo Salvador Caetano

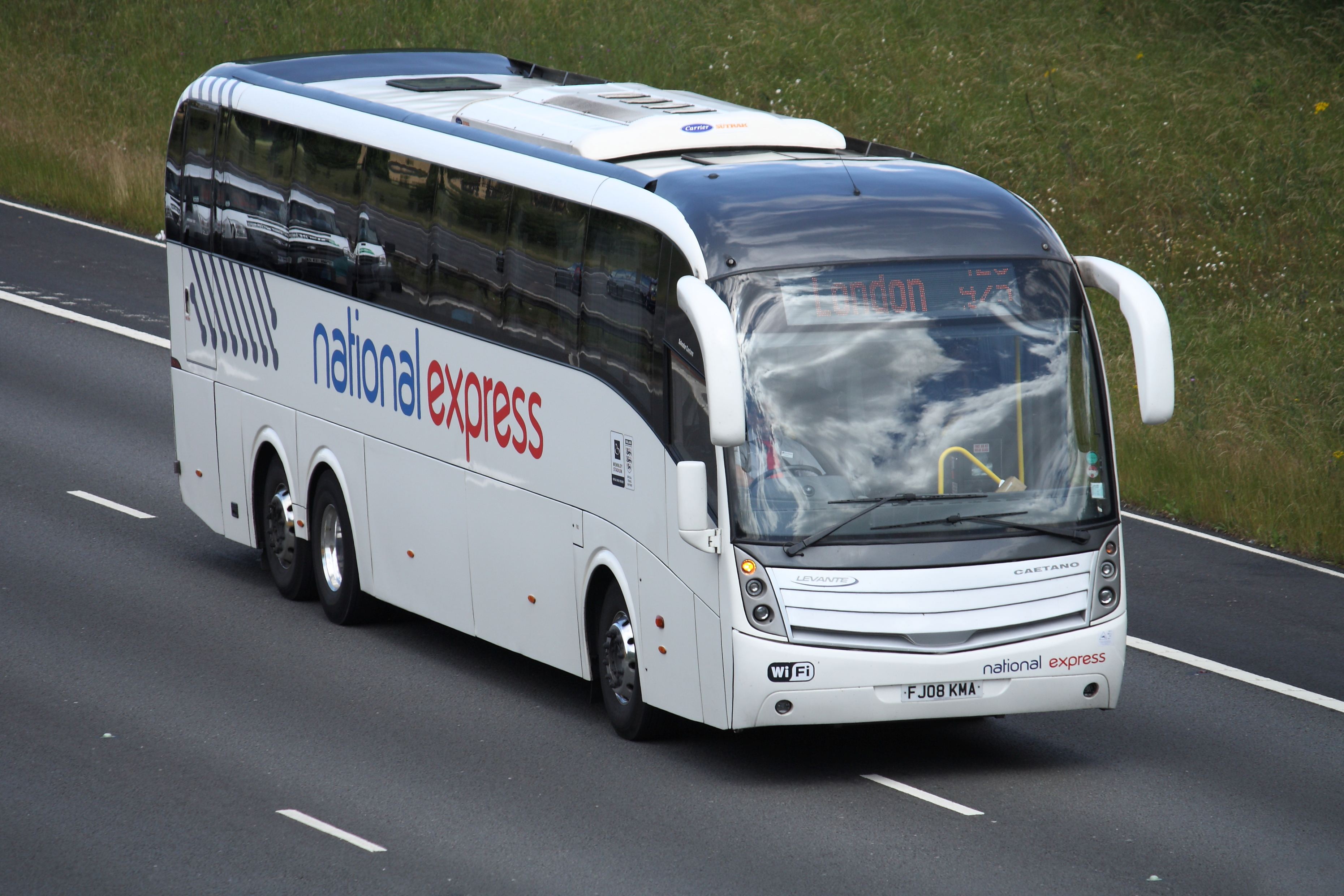
Autokar Caetano Levante

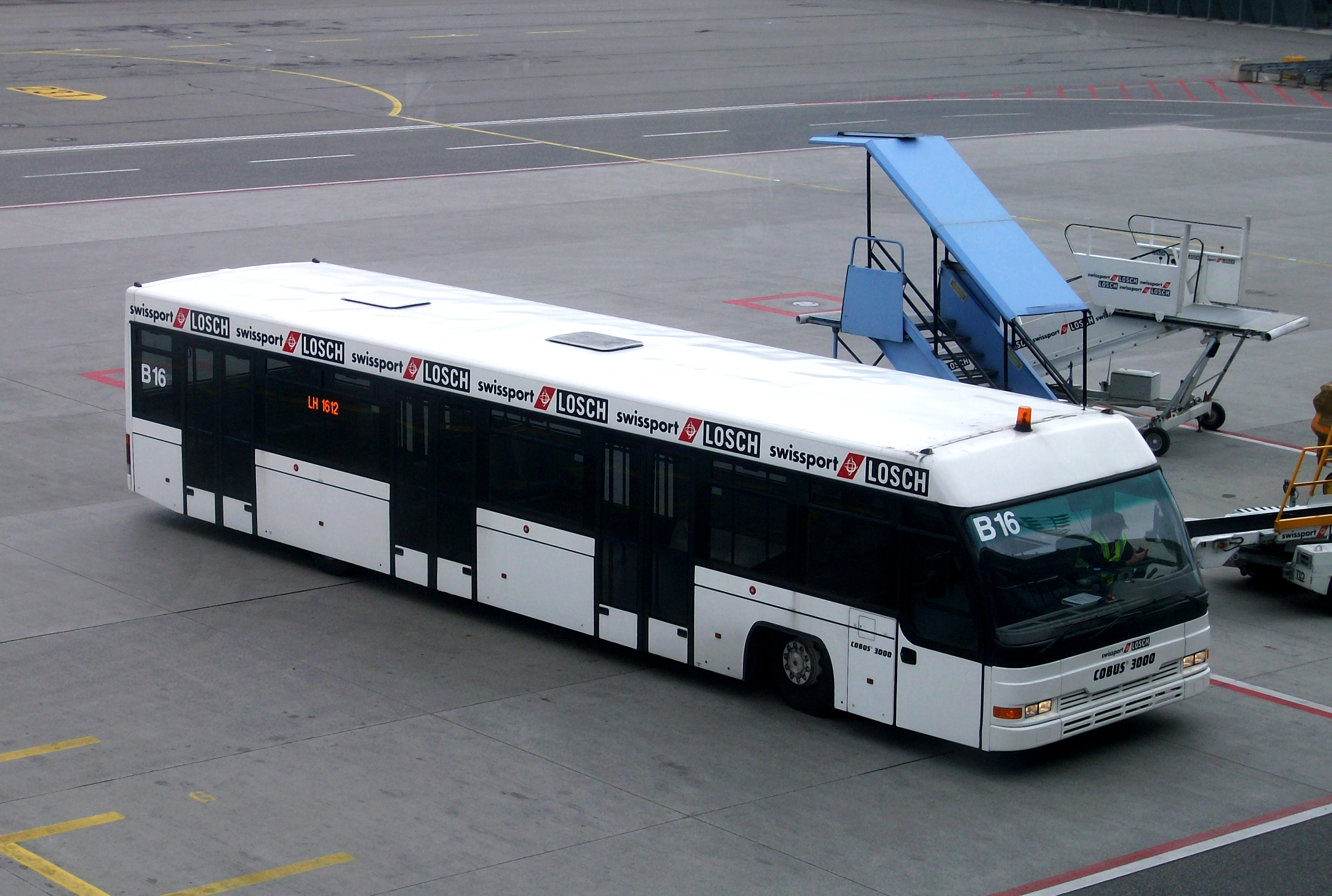
Autobus lotniskowy Cobus 3000

Grupo Salvador Caetano (SGPS) S.A. – portugalska spółka holdingowa skupiająca podmioty, których podstawowym przedmiotem działalności jest sprzedaż samochodów oraz produkcja autobusów i samochodów dostawczych. Grupa zajmuje się także m.in. produkcją maszyn przemysłowych i podzespołów lotniczych oraz wdrażaniem rozwiązań związanych z energią odnawialną i informatyką.
Poza Portugalią przedsiębiorstwo działa w Hiszpanii, Wielkiej Brytanii, Niemczech, Maroku, Angoli i Republice Zielonego Przylądka.
Wśród produktów przedsiębiorstwa znajdują się autobusy marek Caetano, Cobus i Mercedes-Benz oraz samochody dostawcze i minibusy marki Toyota.

## Historia
Przedsiębiorstwo zostało założone przez Salvadora Fernandesa Caetano w 1946 roku pod nazwą Martins, Caetano & Irmão, Lda. Początkowo działalność spółki ograniczała się do produkcji nadwozi autobusowych. W 1968 roku przedsiębiorstwo stało się wyłącznym importerem i dystrybutorem pojazdów marki Toyota w Portugalii, a w 1982 roku częścią grupy Salvador Caetano została spółka Barviera, zajmująca się importem samochodów BMW. W 1999 roku spółka rozszerzyła działalność m.in. o sprzedaż samochodów używanych oraz wypożyczalnie samochodów. Począwszy od 2003 roku grupa przejęła szereg kolejnych spółek sprzedających samochody na rynkach portugalskim oraz hiszpańskim i stworzyła sieć wielomarkowych salonów samochodowych.
W 2011 roku, gdy zmarł założyciel przedsiębiorstwa, w skład grupy wchodziło ponad 150 spółek zatrudniających około 6800 pracowników.